# Brit Awards 2006
Les Brit Awards 2006 ont lieu le 14 février 2006 à l'Earls Court Exhibition Centre à Londres. Il s'agit de la 26e cérémonie des Brit Awards, présentée par Chris Evans. Elle est enregistrée et diffusée à la télévision sur la chaîne ITV.

## Interprétations sur scène
Plusieurs chansons sont interprétées lors de la cérémonie :
- Coldplay : Square One
- KT Tunstall : Suddenly I See
- Kaiser Chiefs: I Predict a Riot
- James Blunt : You're Beautiful
- Kanye West : Diamonds from Sierra Leone / Gold Digger
- Kelly Clarkson : Since U Been Gone
- Gorillaz : Dirty Harry
- Jack Johnson : Better Together
- Paul Weller : medley
- Prince : Te amo corazón / Fury / Purple Rain / Lets' Go Crazy

## Palmarès
Les lauréats apparaissent en caractères gras.

### Meilleur album britannique
- X&Y de Coldplay
  - Back to Bedlam de James Blunt
  - Aerial de Kate Bush
  - Demon Days de Gorillaz
  - Employment de Kaiser Chiefs

### Meilleur single britannique
- Speed of Sound de Coldplay
  - You're Beautiful de James Blunt
  - (Is This the Way to) Amarillo (en) de Tony Christie feat. Peter Kay
  - Push the Button de Sugababes
  - That's My Goal de Shayne Ward

Note : Le vainqueur est désigné par un vote des auditeurs de plusieurs radios indépendantes britanniques.

### Meilleur artiste solo masculin britannique
- James Blunt
  - Antony and the Johnsons
  - Ian Brown
  - Robbie Williams
  - Will Young

### Meilleure artiste solo féminine britannique
- KT Tunstall
  - Natasha Bedingfield
  - Kate Bush
  - Charlotte Church
  - Katie Melua

### Meilleur groupe britannique
- Kaiser Chiefs
  - Coldplay
  - Franz Ferdinand
  - Gorillaz
  - Hard-Fi

### Révélation britannique
- Arctic Monkeys
  - James Blunt
  - Kaiser Chiefs
  - The Magic Numbers
  - KT Tunstall

Note : Le vainqueur est désigné par un vote des auditeurs de BBC Radio 1.

### Meilleur artiste britannique de musique urbaine
- Lemar
  - Craig David
  - Dizzee Rascal
  - Ms. Dynamite
  - Kano

Note : le vainqueur est désigné par un vote des téléspectateurs de MTV Base.

### Meilleur groupe de rock britannique
- Kaiser Chiefs
  - Franz Ferdinand
  - Hard-Fi
  - Kasabian
  - Oasis

Note : le vainqueur est désigné par un vote des téléspectateurs de Kerrang! TV (en).

### Meilleur artiste britannique sur scène
- Kaiser Chiefs
  - Coldplay
  - Franz Ferdinand
  - Oasis
  - KT Tunstall

Note : le vainqueur est désigné par un vote des auditeurs de BBC Radio 2.

### Meilleur artiste pop
- James Blunt
  - Kelly Clarkson
  - Madonna
  - Katie Melua
  - Westlife

Note : Le vainqueur est désigné par un vote des lecteurs du journal The Sun et les téléspectateurs de l'émission CD:UK.

### Meilleur album international
- American Idiot de Green Day
  - Funeral de Arcade Fire
  - Confessions on a Dance Floor de Madonna
  - How to Dismantle an Atomic Bomb de U2
  - Late Registration de Kanye West

### Meilleur artiste solo masculin international
- Kanye West
  - Beck
  - Jack Johnson
  - John Legend
  - Bruce Springsteen

### Meilleure artiste solo féminine internationale
- Madonna
  - Björk
  - Mariah Carey
  - Kelly Clarkson
  - Missy Elliott

### Meilleur groupe international
- Green Day
  - Arcade Fire
  - The Black Eyed Peas
  - U2
  - The White Stripes

### Révélation internationale
- Jack Johnson
  - Arcade Fire
  - John Legend
  - Daniel Powter
  - The Pussycat Dolls

### Contribution exceptionnelle à la musique
- Paul Weller

## Artistes à nominations multiples
- 5 nominations :
  - James Blunt
  - Kaiser Chiefs

- 4 nominations :
  - Coldplay

- 3 nominations :
  - Arcade Fire
  - Franz Ferdinand
  - Madonna
  - KT Tunstall

- 2 nominations :
  - Kate Bush
  - Kelly Clarkson
  - Gorillaz
  - Green Day
  - Hard-Fi
  - Jack Johnson
  - John Legend
  - Katie Melua
  - Oasis
  - U2
  - Kanye West

## Artistes à récompenses multiples
- 3 récompenses :
  - Kaiser Chiefs

- 2 récompenses :
  - James Blunt
  - Coldplay
  - Green Day